# Цейоний Прокул
Цейоний Прокул (на латински: Ceionius Proculus) е политик и сенатор на Римската империя през 3 век.
През 289 г. той е суфектконсул заедно с Хелвий Клемент.